# Leipziger Bibelgesellschaft
Die Leipziger Bibelgesellschaft, auch Bibel-Gesellschaft zu Leipzig, ist eine deutsche Bibelgesellschaft.

## Geschichte
Die Gründung einer Leipziger Bibelgesellschaft wurde im November 1812 durch den Sekretär der Londoner Bibelgesellschaft, Carl Friedrich Adolf Steinkopf, angeregt. Im Februar 1813 nahm die Gesellschaft ihre Arbeit auf. Ihr Ziel war es, die durch die Befreiungskriege in Not geratenen Kirchgemeinden und Gläubigen mit Bibeln zu versorgen. Dafür erhielt die Gesellschaft zunächst Spenden der Londoner Bibelgesellschaft, von denen Bibeln im Wert von 1.300 Talern gekauft werden konnten. Bis 1816 wurden unentgeltlich oder zu geringen Preisen 1.911 Bibeln und 188 Ausgaben des Neuen Testaments verteilt. Auf eine öffentliche Arbeit verzichtete man zunächst weitestgehend, da das Werben um Spenden bei den eigenen Mitbürgern in der Notzeit als unangemessen empfunden wurde. Alle zwei bis drei Jahre erfolgte ein öffentlicher Aufruf, um Mittel für die Beschaffung von Bibeln zu akquirieren. Einer der ersten Unterzeichner war Johann David Goldhorn.
Mit Gründung der Dresdner Bibelgesellschaft vereinbarten beide Gesellschaften, dass die Leipziger Gruppe die Leipziger Region, die Dresdner aber den Rest Sachsens mit Bibeln versorgen sollte. Schließlich erfolgte 1818 die erste förmliche Zusammenkunft von etwa 40 Personen („Vierzig Männer aller Stände aus unserer Stadt“). Im gleichen Jahr erfolgte die erste öffentliche Einladung, sich an der Gesellschaft zu beteiligen. Zu den ersten Spendern bis 1822 gehörten etwa der Musikverlag Breitkopf & Härtel, August Apel und die Ehefrau von August Wilhelm Ernesti. Bis 1820 wurden 3.094 Taler eingenommen. Mit dieser Summe konnten etwa 3.000 Bibeln verkauft oder verschenkt werden. Unter dem Vorsitz von Christian Gottlob Großmann wurden ab 1831 regelmäßig Bibelfeste und -gottesdienste zur Spendengewinnung veranstaltet.
1997 erarbeitete die Bibelgesellschaft die Wanderausstellung Bach und die Bibel, die von Martin Petzoldt konzipiert wurde. Seit 2011 organisiert das Melanchthonhaus Bretten die Wanderungen der Ausstellung. Seit 2021 gibt es auch eine französische Version der Wanderausstellung.

## Veröffentlichungen
- Martin Petzoldt: Bach und die Bibel. Ausstellung der Leipziger Bibelgesellschaft mit Unterstützung der Deutschen Bibelgesellschaft. [Katalog zur gleichnamigen Ausstellung]. Messedruck, Leipzig 1999, DNB 1060135256.